# Памятник Ольге Берггольц (Гороховая улица)
Памятник Ольге Берггольц на Гороховой улице в Санкт-Петербурге  установлен во дворе Ленинградского областного колледжа культуры и искусства.
В годы блокады на территории колледжа находился госпиталь для бойцов  Ленинградского фронта, в  котором Ольга Берггольц  регулярно выступала для раненых солдат со своими стихами.
Памятник на Гороховой улице  является первым памятником Ольге Берггольц, установленным в Петербурге.
Адрес расположения памятника: Санкт-Петербург, Адмиралтейский район, улица Гороховая дом 57 литера А. Памятник находится в прилегающем к колледжу  сквере.
Координаты местонахождения памятника:
N 59° 55' 33.600'' E 30° 19' 29.899''
Памятник был открыт в 1988 году ко дню рождения  знаменитой блокадной поэтессы.
Сама скульптура, установленная в  качестве памятника около Ленинградского областного колледжа культуры и искусства, была создана на несколько лет раньше по заказу Художественного фонда РСФСР.  До установки в сквере около колледжа скульптура была представлена на нескольких всесоюзных выставках.
Над памятником работала скульптор Н. Г. Сухорукова.
В январе 2008 года скульптура упала из-за проблем с опорами. Реставрация была произведена в течение нескольких месяцев  силами студентов колледжа, после чего она была возвращена на своё место.

## Описание памятника
Памятник представляет собой полноростовую скульптуру фигуры  Ольги Берггольц, которая  изображена сидящей на табурете. Памятник  выполнен из светлого известняка, помещён на постамент из искусственного камня.  На постаменте спереди прикреплена бронзовая табличка с именем  поэтессы.
Высота скульптуру 1,1 метра, высота постамента  0,8 метра.
Рядом находится стела, дополнившая  памятник по инициативе  студентов колледжа. Она выполнена в виде раскрытой книги, на страницах которой находится цитата из стихотворения О. Берггольц:
«Из недр души
я  стих свой  выдирала,
Не пощадив
живую ткань её»